# خلاطة دوامية

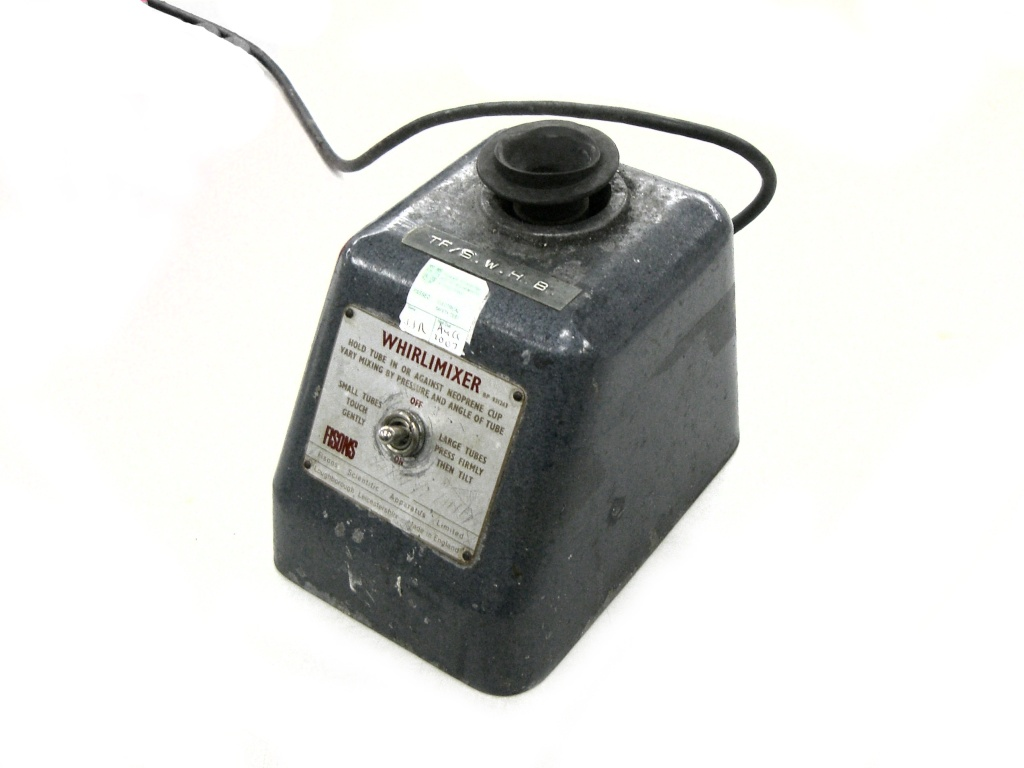

الخلاط الدوامي، (بالإنجليزية: Vortex mixer)، أو خلاط العينات المختبرية (mixer laboratory samples) أو خلاط انبوب الاختبار (mixer test tubes) أو خلاط اللواح الخلط (mixer plates) أو خلاط قوارير الخلط (mixer flasks) هو جهاز بسيط يستخدم عادة في المختبرات لخلط قوارير صغيرة من السائل. ويتألف من محرك كهربائي مع عمود دوران موجه عموديًا ومرفقًا بقطعة مطاطية مقعرة مثبتة بعيدًا عن المركز قليلاً. أثناء تشغيل المحرك تتأرجح القطعة المطاطية بسرعة في حركة دائرية. عندما يتم ضغط أنبوب اختبار أو حاوية أخرى مناسبة في الكوب المطاطي تنتقل الحركة إلى السائل الموجود بالداخل ويتم تكوين دوامة. تم تصميم بعض الخلاطات الدوامية بتنسيق حامل 2 أو 4 ألواح ممكن ان يحمل اللوح الواحد 32 عينة، ولها إعدادات سرعة قابلة للتغيير تتراوح ما بين 100-3200 دورة في الدقيقة، ويمكن ضبطها للعمل يدوياً أو للتشغيل فقط عند الضغط على القطعة المطاطية.

## المصطلح العام
هو جهاز بسيط يستخدم عادة في المختبرات لخلط قارورة صغيرة من السائل. وهو يتألف من محرك كهربائي مع محرك رمح عموديا المنحى وتعلق على قطعة من المطاط على شكل كوب شنت قليلا من خارج المركز.كمحرك يدير قطعة مطاطية يتذبذب بسرعة في حركة دائرية. عندما يتم الضغط على أنبوب اختبار أو حاوية أخرى مناسبة في كأس المطاط، تبث الاقتراح للداخل السائل.

## الاستخدام
معظم الخلاطات الدوامة لديها إعدادات متغيرة السرعة، ويمكن تعيين السرعة المناسبة لتشغيل بشكل مستمر، أو لتشغيل فقط عندما يتم تطبيق الضغط النزولي على قطعة من المطاط.الخلاطات الدوامة هي شائعة جدا في مختبرات العلوم الحيوية وعلم الأحياء المجهرية .

## الاختراع
اخترعت الخلاطات الدوامة من قبل الاخوة كرافت (جاك كرافت وهارولد كرافت) بينما كان يعمل للصناعات العلمية (الشركة المصنعة للمعدات مختبر). وقدم براءة اختراع من قبل الاخوة كرافت في 6 نيسان، 1959 ومنحت في 30 تشرين الأول، 1962 (الولايات المتحدة للبراءات 3061280). الصناعات العلمية لا يزال يجعل نسخة من هذا خلاط دوامة الأصلي بديلا لدوامة خلاط كهربائي هو «دوامة الإصبع تقنية» والذي يتم إنشاؤه في دوامة يدويا من خلال ضرب انبوب اختبار في حركة إلى الأمام وإلى أسفل مع إصبع واحد أو الإبهام. هذا يستغرق عادة وقتا أطول وكثيرا ما يؤدي إلى تعليق غير كافية، على الرغم من أنها قد تكون مناسبة في بعض الحالات فقط.

## انظر ايضًا
- خلاط ساكن
- محرك مغناطيسي (مختبري)